# 광주중학교 (광주)
광주중학교(光州中學校)는 대한민국 광주광역시 서구 금호동에 위치한 공립 중학교이다.

## 학교 연혁
- 1988년 11월 3일 : 광주중학교 설립인가
- 1989년 3월 6일 : 광주중학교 개교(426명 입학)
- 1998년 11월 10일 : 시 지정 심성 지도 시범학교 운영 중간 보고회
- 2012년 10월 24일 : 시 지정 진로 연구학교 운영 보고회
- 2023년 9월 1일 : 제14대 김성섭 교장 부임
- 2024년 1월 7일 : 제33회 졸업생 171명 (총 10,953명 졸업생)
- 2024년 3월 4일 : 제36회 입학생 138명

## 참고 자료
- 광주중학교 - 한국교육학술정보원 학교알리미